# 셀레니처
셀레니처(알바니아어: Selenicë)은 알바니아 남서부 블로러 주에 있는 지방자치체이자 코뮌의 이름이다. 셀레니처 지방자치체는 2015년 지방 정부 개혁을 통해 Armen, Brataj, Kotë, 셀레니처, Sevaster 와 Vllahinë 과거 지방자치체가 합병되어 구성되었다. 셀레니처 지방자치체의 정부 소재지는 셀레니처 코뮌이다.
총 인구는 16,396명(2011년 인구조사)이고, 총 면적은 561.52 km2이다. 2011년 인구 조사에 따르면 과거 셀레니처 지방자치체의 인구는 2,235명이었다. 2011년 알바니아 인구 조사에서 과거 셀레니처 코뮌은 자신을 아로마니아인(16.6%)이라고 답한 사람의 수가 자신을 알바니아인(10%)이라고 답한 사람보다 많은 유일한 코뮌이였으며, 대부분의 주민은 자신이 어떤 민족인지 답하지 못했다. 2014년 알바니아 정부 보고서에 따르면 약 100명의 그리스인도 셀레니처에 거주하고 있다.
이 도시는 역청 광산으로 잘 알려져 있다. 셀레니처를 연고지로 하는 축구단은 KS Selenicë이다.
2021년 9월 23일, 1905년 5월 10일 학교가 셀레니처에 설립되었다. 아로마니아 어린이를 위한 학교로, 매일 몇 시간씩 아로마니아어와 루마니아어로 공부할 수 있다. 이 학교에는 루마니아 외교의 유명인사인 Vasile Stoica와 Nicuță Balamaci의 이름을 딴 두 개의 학급이 있다. 이 학교는 루마니아 국가의 재정 지원 없이 사란더의 Nicolae Iorga 재단에 의해 설립되었다. 이 재단은 당시 Pano Bakali 회장이 이끄는 알바니아 아로마니아인의 문화 협회였다.